# Rush Rhees
Rush Rhees (né le 19 mars 1905 à Rochester dans l'État de New York et mort le 22 mai 1989 à Swansea) est un philosophe et enseignant britannique. 

## Biographie
Rush Rhees, un des élèves et amis les plus proches de Ludwig Wittgenstein, travailla pendant des longues années à l'université de Swansea au pays de Galles. Avec G.E.M. Anscombe et G. H. von Wright, il fut chargé de l'édition et de la publication des notes et manuscrits de Wittgenstein. 